# Plaxomicrus ellipticus
Plaxomicrus ellipticus är en skalbaggsart som beskrevs av Thomson 1857. Plaxomicrus ellipticus ingår i släktet Plaxomicrus och familjen långhorningar. Inga underarter finns listade i Catalogue of Life.